# Alexandru Covalenco
Alexandru Covalenco (ur. 25 marca 1978 w Tyraspolu) – mołdawski piłkarz występujący na pozycji obrońcy.

## Kariera klubowa
Covalenco karierę rozpoczynał w 1996 roku w Tiligulu Tyraspol, grającym w pierwszej lidze mołdawskiej. W 1998 roku wywalczył z nim wicemistrzostwo Mołdawii. W 2002 roku przeszedł do rosyjskiego Dynama Moskwa. W Priemjer-Lidze zadebiutował 9 marca 2002 w zremisowanym 0:0 meczu z Rotorem Wołgograd. Zawodnikiem Dynama był przez 4 sezony, do 2005 roku.
W kolejnych latach Covalenco występował w drugoligowych zespołach Wołgar-Gazprom Astrachań, SKA-Eniergija Chabarowsk, Sportakadiemkłub Moskwa oraz Czernomoriec Noworosyjsk, a także w trzecioligowych: w Rotorze Wołgograd oraz w Torpedzie Moskwa. W 2010 roku przeszedł do białoruskiego Niomana Grodno, w którym grał do 2011 roku.
Następnie Covalenco występował w mołdawskich drużynach Dinamo Bendery i Dinamo-Auto Tyraspol. W 2013 roku zakończył karierę.

## Kariera reprezentacyjna
W reprezentacji Mołdawii Covalenco zadebiutował 16 grudnia 1999 w przegranym 0:2 towarzyskim meczu z Grecją. W latach 1999–2005 w drużynie narodowej rozegrał 35 spotkań.